# 檜山安東氏城館跡
檜山安東氏城館跡（ひやまあんどうしじょうかんあと）は、秋田県能代市檜山集落の東側丘陵にあった日本の城（山城）および城館遺跡群。1980年（昭和55年）と1986年（昭和61年）に、檜山城跡とその近くにある大館跡・茶臼館跡・国清寺跡とを併せて、国の史跡に指定された。また、秋田魁新報社が主催した1952年（昭和27年）6月20日の第1回「秋田県観光三十景」（有効投票約195万票）で第10位（53172票）に選出されている。

## 概要
檜山城は、能代市南東部に位置し、米代川の支流檜山川南の標高147メートル、周囲との比高128メートルの霧山にある。所在地の名をとり「霧山城」、あるいは「堀ノ内城」ともいわれる。東西1500メートル、南北900メートルの大規模な山城であり、西方には羽州街道が縦走する。
霧山およびその山麓の馬蹄形地形を利用して構築され、堀切や段築を用いて要害としている。城の中核である本丸、二の丸、三の丸は南側の最頂部に位置する。北側の緩斜面にも多数の曲輪や腰曲輪があり、享保13年（1728年）および天保2年（1831年）の絵図には本宮堂、鉄砲場、星場など多数の施設が記載されている。本丸以下の南側とこれら北側緩斜面の間の尾根には櫓跡がある。本丸の北東約1250メートル地点に安東家の菩提寺国清寺があり、西北西700メートル地点には霧山天神宮、その沢をはさんだ南側に多賀谷氏（後述）の菩提寺多宝院がある。さらに、霧山天神宮と多宝院にはさまれた舌状台地（沢をはさんで天神宮側）には安東氏時代の御用場跡があったと推定される。
なお、古城地区には「館神」、「御料場」、「古寺」、赤館地区には「鉄砲場」、「背中あぶり」という地名が今も残っている。

## 歴史・沿革
1432年（永享4年）、安藤康季が修築したとの記録もあるが、一般的には1456年（康正2年）、「河北千町」を領していた葛西秀清を安東政季・安東忠季父子が滅ぼして安東氏がここに本拠を構え、政季が築城を開始して忠季が1495年（明応4年）頃に修築を完了したとされる。以後、尋季、舜季、愛季、実季まで5代にわたり檜山安東氏の居城となった。1589年（天正17年）には安東氏の内紛により、この城で大規模な籠城戦（湊合戦）が行われている。
1598年（慶長3年）、実季は土崎（秋田市）の湊城に移り、檜山城は大高相模守康澄の代官地となった。
関ヶ原の戦い後の1602年（慶長7年）、秋田氏と改めた安東氏は常陸宍戸に転封となり、かわりに佐竹氏が秋田に国替えとなった。佐竹氏は小場義成を檜山城の城代とするが、1610年（慶長15年）には小場義成を大館（現在の大館市）にうつし、かわりに多賀谷宣家が城代となり檜山1万石を受けた。多賀谷氏は大規模な城の改築を行ったものの、江戸幕府の一国一城令により、1620年（元和6年）、檜山城は廃城となった。しかし、多賀谷氏は代々この地にとどまり、檜山は廃藩置県までこの地方の政治や文化の中心となった。また、この地には神社仏閣が多数現存しており、納豆が名産となっている。
2016年（平成28年）6月6日、檜山安東氏城館跡で初めての発掘調査が開始された。これは2017年（平成29年）度の環境整備のため能代市教育委員会が実施したものである。

## 考古資料

### 遺跡

#### 支城跡と国清寺跡
檜山城北西の支城、大館には北方の城であるチャシの特徴があるという指摘も菅江真澄などが行っている。1971年（昭和46年）から6次にわたる発掘調査では、中世の館跡や古代の集落跡が重複する複合遺跡であることがわかり、遺物としては、土師器、墨書土器、鞴の羽口、洪武通宝などが出土した。大館跡は元慶の乱の際に政府が築いた「野代営」ではないかと言われていた時期もあったが、この調査では証拠となる資料は見つからなかった。古代住居跡はほぼ10世紀から11世紀にかけてのものであるが、戦国時代の大館はこれら住居跡の立地する台地を空堀によって区分しており、現在ではそれぞれ大館、小館と称される。尖端部分には二重、三重の柵を備えて防禦をかためた痕跡がのこる。
茶臼館は、檜山城の西にある支城と考えられている。台地状の曲輪を区画する堀切や、腰曲輪が現存しており、中世城館の構造を知るうえで重要な考古資料となっている。ここには大浦氏（のちの津軽氏）に追われた津軽の北畠氏が住んだという伝承、また、大高相模守の館跡という伝承もある。構造は大館跡に類似しており、区分された区画は小館、中館と呼ばれている。

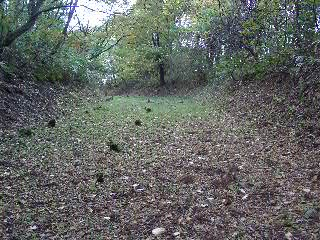
大館跡の空掘

大館跡、茶臼館跡はいずれも標高50メートル前後の丘陵末端部を数本の堀、土塁で区分した簡潔な構造であるが規模は大きい。ともに正面が羽州街道を向くというところにも共通点がある。
国清寺は1504年（文亀4年）ころ、安東忠季によって建てられたとされる安東氏の菩提寺である。安東氏（秋田氏）が常陸国宍戸に移されたのちは廃寺となった。現在では、かつての境内であった水田に1本の銀杏の木を残すのみである。
檜山城には米代川に面する丘陵上にいくつかの支城的役割をはたす館が設けられていたと考えられるが、1980年（昭和55年）3月21日、そのなかの大館、また南方の備えである茶臼館、そして本城および国清寺跡が一括して国の史跡に指定され、その保存管理計画も策定されている。

##### 多賀谷居館跡
檜山入部後の多賀谷氏は当初は檜山城（本城）に入ったが、檜山城破却後は茶臼山に入り、居館を築いて家臣を周囲に配した。能代市教育委員会では、1994年（平成6年）から1996年（平成8年）にかけて、遺跡範囲と保存状態確認のための緊急調査を行っている。その結果、中央部の整地跡、表門跡および裏門、囲裏門の痕跡を示す凹み、土塁、井戸跡、溝跡、土坑などを確認しており、町屋では角材列を検出した。遺物はともなっていないが、近世の屋敷造成や小規模な都市計画のあり方を示す資料となった。

## 周辺遺跡・文化財
- 浄明寺…永正年間（1504年-1521年）に創建された安東一族ゆかりの寺院。浅利勝頼の首塚がある。山門は檜山城より移された薬医門で1634年（寛永11年）建立であることが判明し、桃山様式を残す建築物として県の有形文化財に指定されている。他に能代市の文化財指定を受けている資料が4件ある。
- 立山（大森館跡）…湊合戦における出城。
- 楞厳院…安東舜季が父尋季供養のため天文年間（1532年-1554年）開基したとされる曹洞宗寺院。
- 母体八幡神社…元亀3年（1572年）に安東愛季が再興したという棟札が残る神社。
- 釣潟神社…愛季奉納の絵馬（能代市指定文化財）が残る神社。
- 母体のモミ林…モミの自生地としては北限にあたる。秋田県指定天然記念物。
- 旧羽州街道一里塚（鴨巣一里塚）…正保4年（1647年）『出羽一国御絵図』には鶴形村のすぐ南に記されている。県内では南から数えて47番目の一里塚。秋田県指定史跡。
- 檜山追分旧羽州街道松並木…檜山から鶴形へ向かう旧羽州街道と脇街道である野代（能代）道の分岐にあたる。現在黒松が13本残るが、最大のものは樹高11メートルで、樹齢約200年と推定される。久保田藩が1681年（天和元年）に街道整備を行った記録があるので、その後植栽されたものと考えられる。秋田県指定史跡。